# Dave Canales
Dave Canales (7 maggio 1981) è un allenatore di football americano statunitense che svolge il ruolo di capo-allenatore per i Carolina Panthers della National Football League (NFL).

## Carriera

### Carson HS
Canales iniziò ad allenare svolgendo il ruolo di capo-allenatore e coordinatore offensivo alla sua alma mater, la Carson High School, dal 2004 al 2005.

### El Camino College
Canales passò ad allenare nel football universitario nel 2006 al El Camino College, dove fu allenatore dei tight end e degli special team nel primo anno, prima di passare ad allenare i quarterback nell'ultima stagione con la squadra (2007-08). Durante la sua permanenza, l'istituto vinse il California Community College State Championship nel 2006 e vinse anche due titoli della Mission Conference.

### USC
Durante il suo periodo all'El Camino College, Canales entrò in contatto con Pete Carroll, allora capo-allenatore degli USC Trojans. Nel 2009 si unì a Carroll a USC, dove fu assistente allenatore per una stagione.

### Seattle Seahawks
Nel 2010 Canales seguì Carroll che aveva accettato il ruolo di capo-allenatore dei Seattle Seahawks. Con essi vinse il suo primo titolo quando i Seahawks batterono i Denver Broncos nel Super Bowl XLVIII. Canales trascorse tredici stagioni con i Seahawks, occupando vari ruoli nello staff dell'attacco. Dal 2010 al 2017 fu allenatore dei wide receiver, prima di passare ad allenare i quarterback e a servire come coordinatore del gioco sui passaggi dal 2018 al 2022. A Canales fu dato il merito per la rinascita della carriera del quarterback Geno Smith. Nel 2022 Smith giocò la sua miglior stagione, vincendo l'NFL Comeback Player of the Year Award e venendo convocato per il suo primo Pro Bowl.

### Tampa Bay Buccaneers
Il 16 febbraio 2023 Canales fu assunto dai Tampa Bay Buccaneers come loro coordinatore offensivo sotto la direzione del capo-allenatore Todd Bowles, sostituendo Byron Leftwich. Nell'unica stagione con la squadra, dopo il ritiro di Tom Brady, contribuì a fare disputare al quarterback Baker Mayfield la sua migliore annata fino a quel momento, vincendo il titolo di division e arrivando fino al divisional round dei playoff.

### Carolina Panthers
Il 25 gennaio 2024 Canales fu assunto come capo-allenatore dei Carolina Panthers.

## Record come capo-allenatore
| Squadra |        | Stagione regolare | Stagione regolare | Stagione regolare | Stagione regolare | Stagione regolare | Playoff | Playoff | Playoff   |
| Squadra | Anno   | Vinte             | Perse             | Pari              | %                 | Posizione         | Vinte   | Perse   | Risultato |
| ------- | ------ | ----------------- | ----------------- | ----------------- | ----------------- | ----------------- | ------- | ------- | --------- |
| CAR     | 2024   | 0                 | 0                 | 0                 | .000              | in corso          | -       | -       | -         |
| Totale  | Totale | 0                 | 0                 | 0                 | .000              |                   | -       | -       |           |

## Palmarès
- Super Bowl : 1

Seattle Seahawks: XLVIII (come allenatore dei wide receiver)
- National Football Conference Championship: 2

Seattle Seahawks: 2013, 2014